# Баксинський курган
Баксинський курган — пам'ятка археології, курган розташований поблизу села Бакси (нині — Глазівка), на території Ленінського району в Криму.
Вперше курган було досліджено російським вченим Н.П. Кондаковим у 1882—1883 роках.
Курган сягає заввишки 10,6 метрів, діаметр 85 м, коло основи — 190 м. З його вершини відкривався вид на береги Керченської протоки та околиці Керчі. Курган насипаний із каменів, причому південна і західна сторони являли собою природну скелю з кам'яними підсипками а північна і східна написана з каменів і укріплена шістьма стінами, що огинали цю частину кургану навколо центру і складались із невеликого каменю. Така структура кургану є унікальною для боспорських курганів.
В північно-східній частині кургану було виявлено поховання в кам'яному склепі, що має уступчасте перекриття. Склеп був заглиблений в материк майже на 1 метр. Розміри похоронної камери становили 4,16×3,55 метри (14,55 м²), висота досягала 5,35 метри. Із заходу до камери вів дромос, але його кам'яна кладка з якихось причин виявилася розібрана. Тіло покійного було покладено в дерев'яний саркофаг, прикрашений різьбленням, а також кістяними і бурштиновими вставками, серед яких зображення крилатого сонячного диску, який на думку Н. Кондакова мав єгипетське, а на думку Ю. Винорградова — перське походження. З західної сторони до склепу вів дромос, який на момент вивчення кургану Кондаковим був розібраний. Від дромосу збереглися лише кладки стін заввишки 1,5 м.
Усередині саркофага знаходився стригіль дерев'яний ціпок, меч з рукояттям, покритим золотом, кілька золотих бляшок та ін. Натомість з тим рештки похованого не збереглися у цілісності — окремі фрагменти черепа і фалаг пальців були знайдені в дромосі. Поруч із саркофагом були розташовані поховання трьох коней, а також гостродонна амфора. Російський дослідник і археолог Ю. Виноградов вважає що найбільш обгрунтованою датою Баксинського кургану є перша чверть IV ст. до н. е., а поховання — греко-варварського характеру.
Вважають, що в кургані був похований боспорський цар Сатир I, що правив у 433—389 роках до н. е. з династії Спартокидів, син Спартока І.